# Розальба Форчініті
Розальба Форчініті  (італ. Rosalba Forciniti, 13 лютого 1986) — італійська дзюдоїстка, олімпійська медалістка.

## Виступи на Олімпіадах
| Олімпіада   | Дисципліна           | Місце |
| ----------- | -------------------- | ----- |
| Лондон 2012 | напівлегка категорія | 3T    |

## Зовнішні посилання
- Досьє на sport.references.com